# Aeneas Coffey

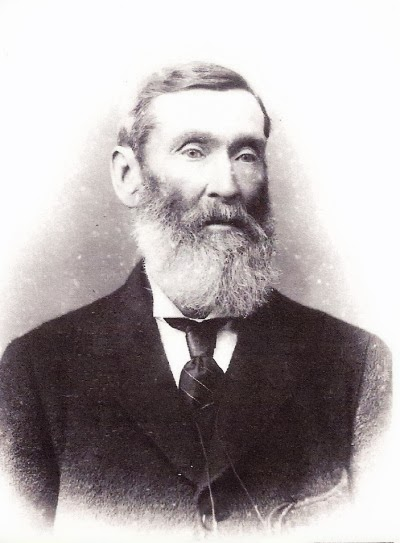
Aeneas Coffey

Aeneas Coffey (* 1780 in Calais, Frankreich; † 26. November 1852 in England) war ein irischer Steuerbeamter und Ingenieur in Dublin. Er verbesserte 1831 das von dem Destillateur Robert Stein 1826 in den Lowlands entwickelte Patentbrennverfahren  zur kontinuierlichen Destillation mit dem Patent- oder Continuous Still genannten Destillationsgerät.  Seinen Brennapparat, die Coffey Still, hatte er zunächst irischen Whiskey-Destillateuren angeboten, die diesen jedoch ablehnten. Mit Coffeys Erfindung war es erstmals möglich, große Mengen Whisky kostengünstig zu produzieren. Dieser Whisky wird Grain Whisky genannt und ist die Grundlage für Blended Whisky.